# William Pitkin
William Pitkin (* 30. April 1694 in Hartford, Colony of Connecticut; † 1. Oktober 1769 in East Hartford, Colony of Connecticut) war ein britischer Kaufmann, Politiker und von 1766 bis 1769 Gouverneur der Colony of Connecticut.

## Werdegang

### Kindheit und Ausbildung
William Pitkin, zweites Kind von William Pitkin II., einem erfolgreichen Geschäftsmann und Politiker, und Elizabeth (Stanley) Pitkin, wurde am 30. April 1694 in Hartford, Connecticut geboren. Mitte 1600 ließ sich die Familie Pitkin am Ostufer des Connecticut Rivers nieder, was später Hartford wurde, aber jetzt East Hartford ist. William I. war das erste Mitglied seiner Familie in Amerika. Er kam aus England mit einer gültigen Ausbildung und einer ansehnlichen Geldsumme. Ferner war er, sowie sein Sohn William Pitkin II., politisch aktiv. Sie waren beide im Council of Assistants des Gouverneurs der Colony of Connecticut tätig. Als William III. geboren wurde, waren die Pitkins mittlerweile eine der führenden Familien in Hartford geworden.
Als junger Mann arbeitete William III. in den Walkmühlen der Familie und erhielt im rechtlichen Sinne seine Weisungen von seinem Vater. Mit 21 Jahren gab ihm sein Vater über drei Hundert Acres Land, wo er sich niederlassen konnte. Obwohl sein Vater sich wünschte, dass er ein Kaufmann würde, wurde er 1725 als Mieteintreiber für Gemeindeland in Hartford eingestellt und war in dieser Stellung für die Stadt Hartford und die Colony of Connecticut über 40 Jahre lang tätig.
William Pitkin heiratete am 7. Mai 1724 Mary Woodbridge, Tochter von Timothy Woodbridge, Pastor der First Church in Hartford, und Mary (Wyllys) Woodbridge. Das Paar hatte fünf Kinder.

### Richterliche Tätigkeit
Pitkins juristische Ausbildung machte es ihm möglich, zivile Streitfälle in Hartford beizulegen, so dass er bald für seine Fairness und zuvorkommende Art bekannt wurde. Als sich Missstände in der Stadt breit machten, wurde er zum Sprecher und Schlichter für die East Society von Hartford. Die Stadtversammlungen wurden auf der gegenüberliegenden Seite des Connecticut Rivers abgehalten und die Mitglieder der East Society mussten eine Fähre nehmen, um über den Fluss zu gelangen. Als sich diese darüber beklagten, dass der Fährpreis zu hoch war, war Pitkin in dem Ausschuss, der unentgeltliche Fahrten für die vorschlug, die in Angelegenheiten der Stadt reisten. Als sich jedoch die East Society weiterhin beschwerte, wurde eine Fähre vom gegenüberliegenden Ufer genommen. Pitkin war inzwischen der Meinung, dass Fähren auf beiden Flussufern stationiert sein sollten. Ferner verhandelte er diese Streitfälle so gut, dass 1769, im Jahr seines Ablebens, die East Society die General Assembly darum ersuchte, eine eigenständige Stadt zu werden.
Pitkin wurde in den Council of Assistants gewählt und 1734 zum Richter am County Court von Hartford County ernannt. Sein unbekümmertes Gemüt und Leumund, Streitfälle gerecht zu lösen, brachten ihm viel Nachfrage. Er wurde ausgewählt, eine hitzige Auseinandersetzung in Stafford niederzulegen. Ferner wurde er die einzige Person, die ein Treffen einberufen oder das Stadtvermögen verteilen konnte, bis der Streit beigelegt war. Die Stadt Durham fragte Pitkin auf die gleiche Weise, ob er nicht sofort einschreiten könnte, um einen Streit zu schlichten, ehe die Sache an die General Assembly gebracht würde. 1741 wurde er Richter am Superior Court.
Außer Siedlungsstreits innerhalb Connecticut war Pitkin auch bei der Lösung von Problemen außerhalb der Kolonie beteiligt. 1740 wurde er zu einem von fünf Mitgliedern des Council of War ernannt. Das Council wurde geschaffen, um dem Gouverneur jederzeit bei Konflikten helfen zu können und bei Notfällen mit der Macht der General Assembly zu fungieren. Pitkin war auch in einem Ausschuss, der mit den Six Nations-Indianern verhandeln sollte und diese überzeugen sollte, eher mit Großbritannien als mit Frankreich eine Allianz einzugehen. Die Six Nations waren ein mächtiges Bündnis von Irokesenstämmen, und sowohl die Briten als auch die Franzosen sahen ein Abkommen mit ihnen als äußerst wichtig für ihre weiteren Interessen in Nordamerika.

### Abgeordneter
1754 wurde Pitkin mit drei anderen Abgeordneten aus Connecticut als Delegierte für die Albany Conference bestimmt. Die Konferenz wurde durch die nördlichen Kolonien einberufen, um einen Verteidigungsplan für den drohenden Krieg zwischen Großbritannien und Frankreich zu entwerfen. Pitkin war mit Benjamin Franklin in einem Ausschuss, der einen Plan entwarf, der für die genannten Kolonien von New Hampshire, Massachusetts, Connecticut, Rhode Island, New York und New Jersey Truppen und Proviant unter das Kommando eines President General bereitstellen ließ. Der President General würde die Miliz anführen und durch einen Council beraten sein, der aus Mitgliedern jeder einzelnen Kolonie stammt. Obwohl Pitkin zuerst dem Abkommen zustimmte, bewirkte die öffentliche Stimmung zurück in Connecticut ihn seine Meinung zu ändern. Die Leute mochten die Idee nicht, dass ihre Miliz von einem President General aus einer anderen Kolonie kommandiert würde und waren besorgt, dass Connecticut einen Teil seiner Unabhängigkeit durch diese Konferenz verlieren könnte.
Während des mittleren Teils des 18. Jahrhunderts erfuhren die New England Kolonien religiöse Umbrüche. In Connecticut war die Saybrook Platform, einer von den umstrittensten Sachverhalten, da Pastorenvereinigungen geschaffen und Gemeindevereinigungen geformt wurden. Die Anhängerschaft der Saybrook Platform und jene, die entgegengesetzt der Great Awakening waren, wurden letztendlich als Old Lights bekannt. Die Old Lights befürworteten die Änderungen durch die Saybrook Platform, da diese ihnen nach ihrer Meinung größere Kontrolle über die einzelnen Kirchen erlaubte, sowie Recht und Ordnung aufrechterhielt. Diesen Veränderungen feindlich gesinnt waren die New Lights, die füllten, dass die Vereinigungen nach Presbyterianismus schmeckten und das wahre Wesen der Congregational Church untergruben. Die Great Awakening, angeführte durch die New Lights, versuchte den Veränderungen entgegenzulaufen und die Congregational Church zurück zu ihren Wurzeln zu bringen, mit all ihren Funktionen in den individuellen lokalen Kongregationen. Charismatische reisende Pastoren predigten im ganzen Staat, was zu einer großen Empörung bei den Old Lights führte, da diese die Pastoren als eine Bedrohung der traditionellen Werte, so wie ihrer selbst ansahen.
Der religiöse Meinungsstreit tobte über Jahre und teilte die Leute entlang der politischen und geografischen Linien. Die Mehrheit der Old Lights lebte in dem vermögenden und einwohnerstarken Westen Connecticuts, während die New Lights im östlichen Teil der Kolonie sich konzentrierten. 1754 wurde Thomas Fitch, ein freimütiger Old Light, zum Gouverneur der Colony of Connecticut gewählt, während Pitkin, ein Unterstützer der New Lights, zum Vizegouverneur gewählt wurde. Trotz ihrer Differenzen erreichten Fitch und Pitkin es einvernehmlich während des Franzosen- und Indianerkriegs zusammenzuarbeiten und wurden bis 1766 jährlich wiedergewählt.
Der Krieg endete 1760 mit einem großen Sieg der Briten. Jedoch war der Krieg außerordentlich teuer, so dass sich Großbritannien entschied, dass die amerikanischen Kolonien besteuert werden sollten, um zu Helfen die Kosten zu tragen. 1765 wurde der Stamp Act verabschiedet, sowie eine Steuer auf zahlreiche Papierartikel, wie Spielkarten, Zeitungen, Flugblätter und Rechtsurkunden platziert. Der Stamp Act schockierte beinahe alle Kolonisten.
Die Auseinandersetzung über den Stamp Act vergrößerte überdies noch die Spannungen zwischen den New Lights und den Old Lights in Connecticut. Obwohl beide Gruppen wütend und empört über den Act waren, glaubten die Old Lights, dass es ihre Aufgabe als loyale britische Untertanen war, sich zu fügen. Die New Lights lehnten den Act heftig ab, und eine Gruppe von ihnen bildete die Sons of Liberty, die sich verpflichteten, dass der Act ohne Rücksicht auf die Konsequenzen aufgehoben wird. Eine große Gruppe von ihnen ging so weit, dass sie Jared Ingersoll, den Royal Stamp Distributor, gefangen nahmen. Unter der Androhung von Körperverletzung zwang ihn der Mob, von seinem Posten zurückzutreten.
Als der Stamp Act am 1. November 1765 in Kraft trat, legten alle Kolonialgouverneure einen Eid auf diesen ab. Fitch tat dies widerwillig, jedoch verlor er dadurch letztendlich die politische Unterstützung all seiner engsten Freunde. Pitkin, sowie andere Mitglieder des Council, verließen trotzig den Raum und zeigten so ihre Feindseligkeit. Obwohl der Stamp Act im Februar 1766 aufgehoben wurde, schlossen sich die Sons of Liberty einer Kampagne zu Entlassung von Fitch und seiner Anhängerschaft aus dem Amt an. In einer anstehenden Wahl unterstützten sie Pitkin als Gouverneur und Jonathan Trumbull, einen anderen New Light, als Vizegouverneur.

### Gouverneur
Pitkin gewann 1766 die Wahl durch einen erdrutschartig, gewaltigen Sieg für die New Lights. Überschattet wurde sein Sieg durch den Tod seiner Ehefrau Mary, mit der er seit über vierzig Jahren verheiratet war. Sie verstarb im Februar 1766 und wurde auf dem „East Hartford's Center Cemetery“ beigesetzt.
Pitkin kandidierte zwischen 1767 und 1769 immer wieder. Jede stattfindende jährliche Wahl war ein hitziger Wettkampf, da die Old Lights immer wieder versuchten, Fitch zurück in sein Gouverneursamt zu bringen. Pitkin schlug Fitch jedes Mal, 1767 gewann er mit 4.777 Stimmen gegen Fitchs 3.484 Stimmen, 1768 mit 5.033 Stimmen gegen 2.835 Stimmen und 1769 mit 4.654 Stimmen gegen 2.636 Stimmen. Pitkin blieb über den resultierenden Tumult wegen seines Renommees für Gerechtigkeit und seiner teils umgänglichen Art ruhig.
Außer seinen öffentlichen Pflichten war Pitkin an den Walkmühlen beteiligt, die ihm sein Vater hinterließ und dadurch Connecticuts erster Handelsgouverneur.
Pitkins kurze Amtszeit war durch die fortgesetzten Auseinandersetzungen zwischen den Kolonien und Großbritannien über die jüngsten Versuche, die koloniale Freiheit einzugrenzen, dominiert. Die Townshend Acts von 1767, die Steuern auf verschiedene wichtige Güter verfügten, verursachten weniger Aufregung als der Stamp Act, jedoch waren die Kolonisten genauso gegen diese. Die Kolonisten in Connecticut vereinigten sich mit denen von Massachusetts und New York bei der Boykottierung der wichtigsten Handelsgüter aus Großbritannien. Letztendlich wurden die Acts alle bis auf den auf Tee aufgehoben. Schließlich, nachdem er die britische Regierung so lange wie er nur konnte blockiert hatte, wies Pitkin widerwillig New Haven, Wallingford und Branford als die Standorte aus, wo britischen Truppen stationiert sein könnten. Für seine Bemühungen, Connecticut gegen das, was viele als britisch-tyrannische Herrschaft erachteten, zu verteidigen, wurde er als der „Champion of Colonial Rights“ bekannt. Er verstarb am 1. Oktober 1769 in Hartford, was heute East Hartford bildet.
William Pitkin wurde neben seiner Ehefrau Mary auf den „East Hartford's Center Cemetery“ beigesetzt. Nach ihm wurde die William Pitkin School benannt.